# 大瀨戶一馬
大瀨戶一馬（1994年8月5日—）是日本田徑運動員，他在2011年世界少年田徑錦標賽100公尺項目贏得銀牌。

## 外部連結
- 大瀨戶一馬在的頁面